# Альтбіб
Альтбіб (Бібліографія альтернатив використання живих хребетних у біомедичних дослідженнях та тестуванні) або Altbib (англ. Bibliography on Alternatives to the Use of Live Vertebrates in Biomedical Research and Testing) — це бібліографія, доступна в Інтернеті, щоб допомогти у визначенні методів і процедур, корисних для підтримки розробки, тестування, застосування та перевірки альтернатив використання хребетних у біомедичних та токсикологічних дослідження. Бібліографія створена на основі пошуків у базі даних MEDLARS, проаналізованих експертами Інформаційної програми з токсикології та здоров'я навколишнього середовища (англ. TEHIP,Toxicology and Environmental Health Information Program) Відділу спеціалізованих інформаційних послуг (англ. Specialized Information Services Division, SIS) Національної медичної бібліотеки США .